# Meleon kenti
Espèce
Synonymes
- Portia kenti Lessert, 1925
- Portia cazomboensis Wanless, 1978

Meleon kenti est une espèce d'araignées aranéomorphes de la famille des Salticidae.

## Distribution
Cette espèce se rencontre en Afrique du Sud en Namibie, en Angola et au Malawi,.

## Description
Le mâle décrit par Wanless en 1978 mesure 6,3 mm et la femelle, décrite sous le nom Portia cazomboensis,  5,8 mm

## Étymologie
Cette espèce est nommée en l'honneur de C. C. Kent.

## Publication originale
- Lessert, 1925 : Araignées du sud de l'Afrique (suite). Revue Suisse de Zoologie, vol. 32, p. 323-365 (texte intégral).